# HaBesor
Besor (hebraisk: נחל הבשור, Nahal HaBesor) er en wadi i det sydlige Israel. Vandløbet har sit udspring ved Mount Boker (nær Sde Boker) og har sit udløb i Middelhavet nær Al-Zahra i Gaza-striben, hvor den kaldes Wadi Ghazzeh, som også staves Wadi Gaza. Further upstream it is marked as Wadi esh-Shallaleh on the 1878 Survey of Western Palestine map. Der er adskillige vigtige arkæologiske steder i dette område.
Vandløbet er det største i det nordlige Negev, og sammen med dens største bifloder, Nahal Gerar og Beersheba vandløbet, når den så langt østpå som til Sde Boker, Yeruham, Dimona og Arad/Tel Arad. Gaza sektionen af kystgrundvandsmagasinet er den eneste væsentlige kilde til vand i Gaza-striben. Wadi Gaza gennemstrømmer et vådområde, Gazadalen, og i 2012 bruges den bruges den til afledning af spildevand.

## Historie
I Det Gamle Testamente var Besor en kløft i det yderste sydvest af Judæa, hvor 200 af David's mænd blev tilbage fordi de var svage mens de andre 400 forfulgte Amalekitterne [1. Samuel, kap. 30 v. 9-10 og 21].
Mellem 1951 og 1954 blev Yeruham-dæmningen bygget over en af bifloderne til HaBesor vandløbet.

## Geografi
Det geografiske område, som kaldes HaBesor strækker sig fra grænsen mellem Israel og Gazastriben til kibbutz Urim i syd. Det er en slette i en højde af omkring 70-80 meter over havet.
Bifloder fra syd til nord: HaRo'e vandløbet, Boker vandløbet, Mesora vandløbet, Zalzal vandløbet, Revivim vandløbet, Atadim vandløbet, Beersheba vandløbet, Grar vandløbet, Assaf vandløbet, Amar vandløbet, Sahaf vandløbet og Wadi Abu Katrun.

## Arkæologi
Nahal Besor har vist tegn på aflejringer fra tiden mellem Ældre og Yngre stenalder ovenpå sedimenter fra Ældste stenalder.
Adskillige steder blev udgravet af Eann Macdonald mellem 1929-1930 langs Wadi Ghazzeh i den nedre Nahal Besor, som viser tegn på specialiseret flintproduktion. Nogle af disse stedet blev genudgravet i 1969 af Jean Perrot.
Fund af keramik og flint blev studeret af Ann Roshwalb som fandt beviser på både egyptisk og sene neolitiske bosættelser.
Der er flere vigtige bronzealder fundsteder i området. Blandt disse er Tel Gamma og Tell el-Farah (Syd). Et mindre stede ved Qubur al-Walaydah ligger mellem dem.

### Tel Gamma
Byhøjen Tel Gamma (תל גמה), også kaldet Tell Jemmeh, ligger på den vestlige side af Nahal Besor, nær Re'im. Det store område, der dækker næsten 50.000 m² i areal, har uden pause været beboet fra bronzealderen til byzantinsk tid. De første arkæologiske udgravninger identificerede fejlagtigt stedet som det bibelske Gerar.
Stedet var kun fast beboet mellem den mellemste bronzealder (ca. 1700 - 1500 f.Kr.) og den persiske periode (ca. 530 - 330 f.Kr.). I tidlig jernalder (ca. 1200 - 1000 f.Kr.) var stedet en del af filistrenes område.
Forskere har identificeret Tel Gamma som den kananæiske by Yurzah (ירזה), som var omtalt på farao Thutmosis 3. liste (15. århundrede f.Kr.) og i Amarnabrevene.
Yurzah omtales igen i en inskription fra den assyriske kong Esarhaddon (7. århundrede f.Kr.) som en af de byer, som gjorde opstand mod den assyriske dominans og hvis dronning blev deporteret til Nineve.
Stedet indeholder også bygninger i assyrisk stil, antikke smedjer, et kornlager fra den persiske periode og adskillige grave fra den byzantinske periode.

### Tell el-Farah (Syd)
Byhøjen Tell el-Farah (Syd) ligger på vestsiden af Nahal Besor, nær Ein HaBesor. Den blev først udgravet af Flinders Petrie i 1928-1929 og igen i 1999-2000 under ledelse af Gunnar Lehmann fra Ben-Gurion University i Negev og Tammi J. Schneider fra Claremont Graduate University. Fra 2013 bliver der igen foretaget udgravninger.
Petrie stedfæstede først stedet som Beth-Pelet (Joshuas Bog kap. 15 v. 27) og udgav udgravningsrapporterne under navnene Beth-Pelet I - II. William Foxwell Albright har kædet den sammen med den antikke bosætning Sharuhen, selv om Tell el-Ajjul nær udløbet og Tel Haror mod nord er også blevet foreslået.
Højen dækker et areal på 37 ha og er 15 meter høj, og var et vigtigt befæstet sted i den mellemste bronzealder. Den tidligste større bosættelse, som er blevet afdækket indtil videre er fra den mellemste bronzealder, som varede fra ca. 1650 til 1550 f.Kr.
Den var styret af egypterne i den sene bronzealder og beboet af filistre ind i jernalderen. Et hematit segl i form af et tyrehoved blev fundet og identificeret af Flinders Petrie som stammende fra Syrien, det viste en tyr, som angreb en løve under en skorpion.
Nahal Besor har været foreslået at være Egyptens flod.
Forskellige Ostrakoner er blevet rundt omkring på stedet aramæiske inskriptioner og er blevet analyseret og oversat af Joseph Naveh.

## Eksterne kilder
- Wikimedia Commons har flere filer relateret til HaBesor
- Official website of the Tell el-Farah excavations, Nahal Besor. Claremont Graduate University.

30°48′58″N 34°43′41″Ø / 30.816°N 34.728°Ø